# Féy
Féy – miejscowość i gmina we Francji, w regionie Grand Est, w departamencie Mozela.
Według danych na rok 1990 gminę zamieszkiwało 487 osób, a gęstość zaludnienia wynosiła 86 osób/km² (wśród 2335 gmin Lotaryngii Féy plasuje się na 598. miejscu pod względem liczby ludności, natomiast pod względem powierzchni na miejscu 951.).